# Chimakum (volk)
De Chimakum (ook gespeld als Chemakum of Chimacum) of Port Townsend Indians (endoniem: Aqokúlo) waren een indiaans volk dat oorspronkelijk in het noordoosten van het schiereiland Olympic in de Amerikaanse staat Washington leefde, tussen Hood Canal en Discovery Bay. Cultureel gezien worden ze tot het cultuurgebied Noordwestkust gerekend.

## Geschiedenis
Volgens de verwante Quileute, die aan de westkust van het schiereiland Olympic wonen, waren de Chimakum afstammelingen van een groep Quileute die door een grote overstroming in hun kano's over de Olympic Mountains naar de oostkust waren gevoerd. De Chimakum waren een klein volk, van ongeveer 400 mensen (1780). Ze stonden bekend als oorlogszuchtig en bevochten verschillende omringende Salish- en Wakashsprekende volken. In 1847 was het conflict met de naburige Suquamish zover opgelopen dat die besloten de Chimakum uit te roeien. Onder leiding van Chief Seattle en met steun van 150 krijgers van de Klallam werden de Chimakum aangevallen en het merendeel van hun krijgers gedood. Vrouwen en kinderen werden tot slaaf gemaakt. De weinige overlevende Chimakum voegden zich bij de Skokomish en hun territorium werd in bezit genomen door de Klallam. In 1855 tekenden de Chimakum, Skokomish en Klallam de Point No Point Treaty, waarin ze toezegden te verhuizen naar een reservaat aan de monding van de Skokomish. In deze tijd waren er nog ongeveer 90 Chimakum. De volkstelling van 1910 telde er slechts drie. In de Verenigde Staten zijn tegenwoordig nog mensen die zich identificeren als Chimakum of als afstammelingen van de Chimakum.

## Taal
De Chimakum-indianen spraken Chimakum, samen met Quileute een van de twee Chimakuumtalen.